# Lijst van beschermd erfgoed in Houffalize
Onderstaande tabel geeft een overzicht van de beschermde erfgoederen in de gemeente Houffalize. Het beschermd erfgoed maakt deel uit van het cultureel erfgoed in België.
| Object | Bouwjaar/architect | Deelgemeente | Adres               | Coördinaten                   | Nummer?                | Afbeelding |
| --- | ------------------ | ------------ | ------------------- | ----------------------------- | ---------------------- | --- |
| Kerk Sainte-Catherine |                    |              |                     | 50° 8' 0" NB, 5° 47' 20" OL   | 82014-CLT-0001-01 Info | Kerk Sainte-Catherine |
| Oude begraafplaats aangrenzend aan de kerk Sainte-Catherine |                    |              |                     | 50° 7' 60" NB, 5° 47' 20" OL  | 82014-CLT-0002-01 Info | |
| Toren van de kerk Saint-Urbain de Dinez, grafstenen, doopvont, muur om de begraafplaats en het ensemble van de kerk, monumenten, kerkhof en omliggende terreinen |                    |              | Mont-lez-Houffalize | 50° 10' 7" NB, 5° 46' 8" OL   | 82014-CLT-0003-01 Info | |
| Kapel Notre-Dame de Forêt en het ensemble van de kapel en de omliggende terreinen |                    |              |                     | 50° 9' 5" NB, 5° 48' 21" OL   | 82014-CLT-0004-01 Info | |
| Site du Hérou, meanders van de Ourthe |                    |              |                     | 50° 8' 57" NB, 5° 38' 54" OL  | 82014-CLT-0005-01 Info | |
| Toren en apsis van de oude kerk Sainte-Marguerite en het ensemble van de resterende delen van de genoemde kerk, het kerkhof en de omringende muur |                    |              |                     | 50° 9' 21" NB, 5° 40' 39" OL  | 82014-CLT-0006-01 Info | Toren en apsis van de oude kerk Sainte-Marguerite en het ensemble van de resterende delen van de genoemde kerk, het kerkhof en de omringende muur |
| Kerk Saint-Remy |                    |              |                     | 50° 6' 30" NB, 5° 50' 16" OL  | 82014-CLT-0008-01 Info | |
| Kasteel van Tavigny |                    |              |                     | 50° 6' 31" NB, 5° 50' 22" OL  | 82014-CLT-0011-01 Info | Kasteel van Tavigny |
| Pastorie van Ollomont: gevels en daken, en het ensemble van het gebouw en diens omgeving |                    |              |                     | 50° 9' 22" NB, 5° 40' 39" OL  | 82014-CLT-0012-01 Info | |
| Tunnel van Bernistap, inclusief de put en het ensemble van de tunnel en diens omgeving |                    |              |                     | 50° 6' 16" NB, 5° 52' 11" OL  | 82014-CLT-0013-01 Info | Tunnel van Bernistap, inclusief de put en het ensemble van de tunnel en diens omgeving                                                            |
| Boerderij: interieur en exterieur, en diens aanbouwen: gevels en daken en de boordoven, en het ensemble van deze gebouwen en de omliggende terreinen |                    |              | Filly n°4           | 50° 8' 48" NB, 5° 41' 39" OL  | 82014-CLT-0014-01 Info | |
| Eik en omgeving |                    |              | Mont                | 50° 9' 15" NB, 5° 46' 4" OL   | 82014-CLT-0015-01 Info | |
| Kapel Saint-Jacques, omliggende muur van het kerkhof en begrafeniskruis met leisteen, en het ensemble van de kapel en omliggende terreinen |                    |              |                     | 50° 9' 31" NB, 5° 47' 19" OL  | 82014-CLT-0016-01 Info | |
| Pastorie van Sommerain: totaliteit van het gebouw en de omliggende muur met de entree aan de straat, en het ensemble van de pastorie en de omliggende terreinen |                    |              |                     | 50° 9' 35" NB, 5° 48' 55" OL  | 82014-CLT-0017-01 Info | |
| Begraafplaats van Cowan: omliggende muren en 25 oude kruizen, en het ensemble van de begraafplaats |                    |              |                     | 50° 6' 44" NB, 5° 48' 27" OL  | 82014-CLT-0018-01 Info | |
| Gevels en daken van het huis Wilkin en het ensemble van het huis, de tuin en met in de openbare ruimte de es, en een uitbreiding van de classificatie van de site van de toren en apsis van de oude kerk Sainte-Marguerite, de begraafplaats en de omliggende muur, ingedeeld bij koninklijk besluit van 11 oktober 1948 |                    |              | n°31, Ollomont      | 50° 9' 21" NB, 5° 40' 39" OL  | 82014-CLT-0019-01 Info | |
| Kerk Saint-Blaise, de kruizen en omliggende muren van het kerkhof |                    |              |                     | 50° 5' 45" NB, 5° 43' 21" OL  | 82014-CLT-0020-01 Info | |
| Boerderij grenzend aan het kasteel van Tavigny |                    |              | n° 32               | 50° 6' 30" NB, 5° 50' 18" OL  | 82014-CLT-0021-01 Info | |
| Moeras van Grand Passage |                    |              |                     | 50° 13' 57" NB, 5° 44' 54" OL | 82014-CLT-0022-01 Info | |
| Ensemble van de site van Le Cheslé en de vallei van de Ourthe tussen Naboge en Nisramont, en de versterking van Cheslé te Bérisménil en de oude wegen, en het ensemble van de meander van de Ourthe, onder het bereik van irrigatie weide Baltazar (18e eeuw), beginnend in het zuidelijke puntje en langs de oever en de rivierbedding tot aan de doorwaadbare plaats van Hache. Daarnaast, de oprichting van twee beschermingszones |                    |              |                     | 50° 10' 12" NB, 5° 38' 43" OL | 82014-CLT-0023-01 Info | |
| Site van Hérou, meanders van de Ourthe |                    |              |                     | 50° 8' 57" NB, 5° 38' 54" OL  | 82014-PEX-0001-01 Info | |
| Ensemble van de tunnel van Bernistap en diens omgeving |                    |              |                     | 50° 6' 24" NB, 5° 51' 44" OL  | 82014-PEX-0002-01 Info | |
| Het moeras van de Grand Passage |                    |              |                     | 50° 13' 57" NB, 5° 44' 54" OL | 82014-PEX-0003-01 Info | |
| Ensemble van de site van Le Cheslé en de vallei van de Ourthe tussen Naboge en Nisramont |                    |              |                     | 50° 10' 12" NB, 5° 38' 43" OL | 82014-PEX-0004-01 Info | |